# Liste der Top-100-Wasserfälle Japans
Die Liste der Top-100-Wasserfälle Japans (japanisch 日本の滝百選 Nihon no taki hyakusen) umfasst stellvertretend für die Vielzahl der in Japan vorhandenen Wasserfälle eine Auswahl von 100 exemplarischen Wasserfällen, die 1990 nach einer öffentlichen Ausschreibung aus 517 Kandidaten vom Umweltministerium mit Unterstützung des „Verwaltungsamts für Wälder und Felder“ (林野庁 Rinyachō, englisch Forestry Agency), eines Sonderamtes des Ministeriums für Landwirtschaft, Forsten und Fischerei, zusammengestellt wurde.

## Legende
Nachstehende Liste ist nach Name, Lage und Fallhöhe sortierbar. Die Anordnung der Einträge erfolgt präfekturweise von Norden (Hokkaidō) nach Süden (Okinawa).

Die Spalte „Name“ beinhaltet die deutsche Bezeichnung des Wasserfalls.

Der japanische Name inklusive der Hepburn-Umschrift befindet sich in der Spalte „Japanisch“.

Unter „Anmerkung“ sind, wenn bekannt, die Fallhöhe und weitere Details vermerkt.

Die Spalte „Koordinaten“ verzeichnet die geografische Lage, die Spalte „Bild“ eine Abbildung.

## Liste der Top-100-Wasserfälle
| Nr. | Name                                              | Japanisch                                                      | Anmerkung | Lage                                 | Koordinaten                                                 | Bild |
| --- | ------------------------------------------------- | -------------------------------------------------------------- | --- | ------------------------------------ | ----------------------------------------------------------- | ---- |
| 1   | Hagoromo-Wasserfall                               | 羽衣の滝 Hagoromo-no-taki                                      | Fallhöhe: 270 m, entdeckt 1900 | Hokkaidō, Higashikawa                | 43° 37′ 35″ N, 142° 47′ 13″ O                               |      |
| 2   | Inkura-Wasserfall                                 | インクラの滝 Inkura-no-taki                                    | Fallhöhe: 44 m | Hokkaidō, Shiraoi                    | 42° 38′ 16″ N, 141° 20′ 11″ O                               |      |
| 3   | Garō-Wasserfall                                   | ”飛竜”賀老の滝 „Hiryū“ Garō-no-taki                            | Fallhöhe: 70 m; Breite: 30 | Hokkaidō, Shimamaki                  | 42° 35′ 50″ N, 139° 59′ 46″ O                               |      |
| 4   | Ryūsei-Ginga-Wasserfälle                          | 流星・銀河の滝 Ryūsei-Ginga-no-taki                            | Fallhöhen: 120 m + 90 m | Hokkaidō, Kamikawa                   | 43° 43′ 9″ N, 142° 58′ 38″ O                                |      |
| 5   | Ashiribetsu-Wasserfall                            | アシリベツの滝 Ashiribetsu-no-taki                             | Fallhöhe: 30 m; Breite 10 m | Hokkaidō, Sapporo                    | 42° 55′ 1″ N, 141° 22′ 21″ O                                |      |
| 6   | Oshinkoshin-Wasserfall                            | オシンコシンの滝 Oshinkoshin-no-taki                           | Fallhöhe: 50 m | Hokkaidō, Shari                      | 44° 2′ 16″ N, 144° 56′ 7″ O                                 |      |
| 7   | Kurokuma-Wasserfall                               | くろくまの滝 Kurokuma-no-taki                                  | Fallhöhe: 85 m | Präfektur Aomori, Ajigasawa          | 40° 37′ 46″ N, 140° 6′ 38″ O                                |      |
| 8   | Matsumi-Wasserfall                                | 松見の滝 Matsumi-no-taki                                       | Fallhöhe: 90 m | Präfektur Aomori, Towada             | 40° 33′ 30″ N, 140° 54′ 23″ O                               |      |
| 9   | Fudō-Wasserfall                                   | 不動の滝 Fudō-no-taki                                          | Fallhöhe: 15 m | Präfektur Iwate, Hachimantai         | 40° 3′ 54″ N, 141° 3′ 42″ O                                 |      |
| 10  | Großer Wasserfall von Akiu                        | 秋保大滝 Akiu-Ōtaki                                            | Fallhöhe: 55 m Breite: 6 m | Präfektur Miyagi, Taihaku-ku, Sendai | 38° 16′ 30″ N, 140° 36′ 11″ O                               |      |
| 11  | Sankai-Wasserfall                                 | 三階の滝 Sankai-no-taki                                        | Fallhöhe: 181 m Breite: 7 m | Präfektur Miyagi, Zaō                | 38° 7′ 54″ N, 140° 31′ 20″ O                                |      |
| 12  | Nanataki-Wasserfall                               | 七滝 Nanataki                                                  | Fallhöhe: 60 m 7 Fallstufen | Präfektur Akita Kosaka               | 40° 21′ 22″ N, 140° 47′ 1″ O                                |      |
| 13  | Chagama-Wasserfall                                | 茶釜の滝 Chagama-no-taki                                       | Fallhöhe: 101 m | Präfektur Akita, Kazuno              | 40° 0′ 40″ N, 140° 44′ 27″ O                                |      |
| 14  | Hottai-Wasserfall                                 | 法体の滝 Hottai-no-taki                                        | Fallhöhe: 57,4 m Breite: 3 bis 30 m 3 Fallstufen zu 13 m, 2,4 m, 42 m | Präfektur Akita, Yurihonjō           | 39° 6′ 18″ N, 140° 9′ 46″ O                                 |      |
| 15  | Yasu-Wasserfall                                   | 安の滝 Yasu-no-taki                                            | Fallhöhe: 90 m 2 Fallstufen | Präfektur Akita, Kitaakita           | 39° 56′ 44″ N, 140° 36′ 49″ O                               |      |
| 16  | Große Wasserfälle von Namekawa                    | 滑川の大滝 Namekawa-no-Ōtaki                                   | Fallhöhe: 80 m | Präfektur Yamagata, Yonezawa         | 37° 46′ 58″ N, 140° 13′ 42″ O                               |      |
| 17  | Shiraito-Wasserfall                               | 白糸の滝 Shiraito-no-taki                                      | Fallhöhe: 124 m | Präfektur Yamagata, Tozawa           | 38° 30′ 44″ N, 140° 2′ 1″ O                                 |      |
| 18  | Nanatsu-Wasserfall                                | 七ツ滝 Nanatsu-taki                                            | Fallhöhe: 90 m | Präfektur Yamagata, Tsuruoka         | 38° 34′ 5″ N, 139° 55′ 45″ O                                |      |
| 19  | Otsuji-Wasserfall                                 | 乙字ケ滝 Otsuji-ga-taki                                        | Fallhöhe: 6 m Breite: 100 m | Präfektur Fukushima, Sukagawa        | 37° 14′ 52″ N, 140° 23′ 30″ O                               |      |
| 20  | Sanjō-Wasserfall                                  | 三条の滝 Sanjō-no-taki                                         | Fallhöhe: 100 m Breite: 30 m | Präfektur Fukushima, Hinoemata       | 36° 57′ 56″ N, 139° 15′ 0″ O                                |      |
| 21  | Chōshi-Wasserfall                                 | 銚子ケ滝 Chōshi-ga-taki                                        | Fallhöhe: 48 m Breite: 27 m | Präfektur Fukushima, Kōriyama        | 37° 34′ 52″ N, 140° 16′ 5″ O                                |      |
| 22  | Fukuroda-Wasserfall                               | 袋田の滝 Fukuroda-no-taki                                      | Fallhöhe: 120 Breite: 73 m 4 Fallstufen | Präfektur Ibaraki, Daigo             | 36° 45′ 51″ N, 140° 24′ 26″ O                               |      |
| 23  | Kegon-Wasserfälle                                 | 華厳滝 Kegon-no-taki                                           | Fallhöhe: 97 m Breite:7 m | Präfektur Tochigi, Nikkō             | 36° 44′ 17″ N, 139° 30′ 7″ O                                |      |
| 24  | Kirifuri-Wasserfall                               | 霧降の滝 Kirifuri-no-taki                                      | Fallhöhe: 75 m | Präfektur Tochigi, Nikkō             | 36° 46′ 49″ N, 139° 37′ 25″ O                               |      |
| 25  | Fukiware-Wasserfall                               | 吹割の滝 Fukiware-no-taki                                      | Fallhöhe: 7 m Breite 30 m | Präfektur Gunma, Numata              | 36° 42′ 8″ N, 139° 12′ 27″ O                                |      |
| 26  | Jōfu-Wasserfall                                   | 常布の滝 Jōfu-no-taki                                          | Fallhöhe: 40 m | Präfektur Gunma, Kusatsu             |                                                             |      |
| 27  | Tanashita-no-Fudō-Wasserfall                      | 棚下の不動滝 Tanashita-no-Fudō-no-taki                         | Fallhöhe: 37 m | Präfektur Gunma, Shibukawa           | 36° 34′ 18″ N, 139° 3′ 33″ O                                |      |
| 28  | Marugami-Wasserfall                               | 丸神の滝 Marugami-no-taki                                      | Fallhöhe: 76 m 3 Fallstufen zu 12 m, 14 m und 50 m | Präfektur Saitama, Ogano             | 35° 59′ 39″ N, 138° 52′ 56″ O                               |      |
| 29  | Hossawa-Wasserfall                                | 払沢の滝 Hossawa-no-taki                                       | Fallhöhe: 60 m 4 Fallstufen | Präfektur Tokio, Hinohara            | 35° 43′ 38″ N, 139° 8′ 19″ O                                |      |
| 30  | Große Wasserfälle von Hayato                      | 早戸大滝 Hayato Ōtaki                                          | Fallhöhe: 50 m | Präfektur Kanagawa, Sagamihara       | 35° 29′ 16″ N, 139° 9′ 39″ O                                |      |
| 31  | Shasui-Wasserfall                                 | 洒水の滝 Shasui-no-taki                                        | Fallhöhe: 69 m es schließen sich 2 weitere Wasserfälle mit Fallhöhen von 16 und 29 m an | Präfektur Kanagawa, Yamakita         | 35° 21′ 8″ N, 139° 3′ 42″ O                                 |      |
| 32  | Nanatsugamagodan-Wasserfall                       | 七ツ釜五段の滝 Nanatsugamagodan-no-taki                        | Fallhöhe: ca. 28 m Kataraktartiger Wasserfall mit 5 Fallstufen zu 3 m, 4 m, 2 m, 9 m, 10 m und 7 Gumpen | Präfektur Yamanashi, Yamanashi       | 35° 52′ 26″ N, 138° 43′ 53″ O                               |      |
| 33  | Kita Shindō-Wasserfall                            | 北精進ケ滝 Kitashindō-ga-taki                                  | Fallhöhe: 121 m | Präfektur Yamanashi, Hokuto          | 35° 43′ 46″ N, 138° 19′ 32″ O                               |      |
| 34  | Senga-Wasserfall                                  | 仙娥滝 Senga-taki                                              | Fallhöhe: 30 m | Präfektur Yamanashi, Kōfu            | 35° 44′ 58″ N, 138° 33′ 58″ O                               |      |
| 35  | Suzu-Wasserfall                                   | 鈴ヶ滝 Suzu-ka-taki                                            | Fallhöhe: 55 m Breite: 10 m | Präfektur Niigata, Murakami          | 38° 20′ 38″ N, 139° 39′ 55″ O                               |      |
| 36  | Naena-Wasserfall                                  | 苗名滝 Naena-taki                                              | Fallhöhe: 55 m | Präfektur Niigata, Myōkō             |                                                             |      |
| 37  | Sōtaki-Wasserfall                                 | 惣滝 Sō-taki                                                   | Fallhöhe: 80 | Präfektur Niigata, Myōkō             | 36° 54′ 18″ N, 138° 8′ 14″ O                                |      |
| 38  | Shōmyō-Wasserfall                                 | 称名滝 Shōmyō-daki                                             | Fallhöhe: 350 m Anzahl Gefälle: 4 | Präfektur Toyama, Tateyama           | 36° 34′ 31″ N, 137° 31′ 24″ O                               |      |
| 39  | Uba-Wasserfall                                    | 姥ケ滝 Uba-ga-taki                                             | Fallhöhe: 76 m Breite: 100 m | Präfektur Ishikawa, Hakusan          | 36° 15′ 17″ N, 136° 47′ 55″ O                               |      |
| 40  | Ryūsō-Wasserfall                                  | 龍双ケ滝 Ryūsō-ga-taki                                         | Fallhöhe: 60 m | Präfektur Fukui, Ikeda               | 35° 55′ 22″ N, 136° 25′ 15″ O                               |      |
| 41  | Große Wasserfälle von Yonako                      | 米子大瀑布 Yonako-daibakufu                                    | Fallhöhe: 85 m / 75 m es handelt sich um die beiden Wasserfälle Fudō (不動滝) und Gongen (権現滝) | Präfektur Nagano, Suzaka             | 36° 34′ 0″ N, 138° 24′ 21″ O                                |      |
| 42  | Sambon-Wasserfall                                 | 三本滝 Sanbon-daki                                             | Fallhöhe: 50 m | Präfektur Nagano, Matsumoto          | 36° 7′ 7″ N, 137° 35′ 37″ O                                 |      |
| 43  | Tadachi-Wasserfälle                               | 田立の滝 Tadachi-no-taki                                       | Fallhöhe: 40 m Die Bezeichnung "Tadachi-Wasserfälle" umfasst insgesamt 7 Wasserfälle, hier angegeben ist die Höhe des Hauptwasserfalls Tenka (天河滝).                                                            | Präfektur Nagano, Nagiso             | 35° 37′ 45″ N, 137° 32′ 49″ O                               |      |
| 44  | Neo-Wasserfall                                    | 根尾の滝 Neo-no-taki                                           | Fallhöhe: 63 m | Präfektur Gifu, Gero (Gifu)          | 35° 55′ 55″ N, 137° 22′ 14″ O                               |      |
| 45  | Große Wasserfälle von Hirayu                      | 平湯大滝 Hirayu Ōtaki                                          | Fallhöhe: 64 m | Präfektur Gifu, Takayama             | 36° 10′ 37″ N, 137° 33′ 34″ O                               |      |
| 46  | Yōrō-Wasserfall                                   | 養老の滝 Yōrō-no-taki                                          | Fallhöhe: 30 m Breite: 4 m | Präfektur Gifu, Yōrō                 | 35° 16′ 48″ N, 136° 32′ 3″ O                                |      |
| 47  | Amida-Wasserfall                                  | 阿弥陀ケ滝 Amida-ga-taki                                       | Fallhöhe: 60 m | Präfektur Gifu, Gujō                 | 35° 57′ 35″ N, 136° 49′ 4″ O                                |      |
| 48  | Große Wasserfälle von Abe                         | 安倍の大滝 Abe no Ōtaki                                        | Fallhöhe: 80 m Breite: 4 m | Präfektur Shizuoka, Aoi-ku, Shizuoka | 35° 17′ 59″ N, 138° 21′ 6″ O                                |      |
| 49  | Jōren-Wasserfall                                  | 浄蓮の滝 Jōren-no-taki                                         | Fallhöhe: 25 m Breite: 7 m Gumpentiefe: 15 m | Präfektur Shizuoka, Itō              | 34° 52′ 18″ N, 138° 55′ 20″ O                               |      |
| 50  | Shiraito-Wasserfall + Otodome-Wasserfall          | 白糸の滝 Shiraito-no-taki 音止めの滝 Otodome-no-taki           | Fallhöhe: 20 m + 25 m | Präfektur Shizuoka, Fujinomiya       | 35° 18′ 45″ N, 138° 35′ 20″ O 35° 18′ 44″ N, 138° 35′ 21″ O |      |
| 51  | Sieben Wasserfälle von Atera                      | 阿寺の七滝 Atera-no-Nana-taki                                  | Fallhöhe gesamt: 62 m Fallhöhen der 7 Wasserfälle: 9 m, 13 m, 7 m, 25 m, 2 m, 4 m und 2 m | Präfektur Aichi, Shinshiro           | 34° 57′ 2″ N, 137° 38′ 44″ O                                |      |
| 52  | Nunobiki-Wasserfall                               | 布引の滝 Nunobi-no-taki                                        | Fallhöhe: 53 m | Präfektur Hyōgo, Kobe                | 34° 42′ 36″ N, 135° 11′ 38″ O                               |      |
| 53  | Akame-Shijūhachi-Wasserfälle                      | 赤目四十八滝 Akame-Shijūhachi-taki auch: 赤目五瀑 Akame gobaku | Fallhöhe gesamt: 83 m De facto bezeichnet Akame Shijūhachi folgende 5 Wasserfällen: Fudō, Höhe: 15 m, Breite: 7 m Senju, Höhe: 15 m, Breite: 4 Nunobiki, Höhe: 30 m, Breite: 30 Ninai, Höhe: 8 m Biwa, Höhe: 15 m | Präfektur Mie, Nabari                | 34° 33′ 33″ N, 136° 5′ 30″ O                                |      |
| 54  | Nanatsugama-Wasserfall (Sieben Gumpen-Wasserfall) | 七ツ釜滝 Nanatsugama-taki                                      | Fallhöhe: 120 m 7 Fallstufen | Präfektur Mie, Ōdai                  | 34° 21′ 35″ N, 136° 9′ 7″ O                                 |      |
| 55  | Yatsubuchi-Wasserfall                             | 八ツ淵の滝 Yatsubuchi-no-taki                                  | Fallhöhe: –, hierbei handelt es sich um insgesamt 8 meist kleinere Wasserfälle | Präfektur Shiga, Takashima           |                                                             |      |
| 56  | Kanabiki-Wasserfall                               | 金引の滝 Kanabiki-no-taki                                      | Fallhöhe: 40 m Breite: 20 m | Präfektur Kyōto, Miyazu              | 35° 31′ 45″ N, 135° 10′ 59″ O                               |      |
| 57  | Minō-Wasserfall                                   | 箕面滝 Minō-no-taki                                            | Fallhöhe: 33 m | Präfektur Osaka, Minō                | 34° 51′ 14″ N, 135° 28′ 18″ O                               |      |
| 58  | Harafudō-Wasserfall                               | 原不動滝 Harafudō-taki                                         | Fallhöhe: 88 m | Präfektur Hyōgo, Hyōgo               | 35° 11′ 53″ N, 134° 30′ 7″ O                                |      |
| 59  | Saruo-Wasserfall                                  | 猿尾滝 Saruo-daki                                              | Fallhöhe: 60 m 2 Fallstufen zu 39 m und 21 m | Präfektur Hyōgo, Kami                | 35° 26′ 2″ N, 134° 36′ 52″ O                                |      |
| 60  | Tendaki-Wasserfall                                | 天滝 Tendaki                                                   | Fallhöhe: 98 m | Präfektur Hyōgo, Yabu                | 35° 20′ 7″ N, 134° 36′ 27″ O                                |      |
| 61  | Nunobiki-Wasserfälle                              | 布引の滝 Nunobiki-no-taki                                      | Fallhöhe: 43 m zu den Nunobiki-Wasserfällen gehören 4 Wasserfälle: Die angegebene Fallhöhe bezieht sich auf den Odaki (männlicher Wasserfall),6 Fallstufen                                                        | Präfektur Hyōgo, Kōbe                | 34° 42′ 35″ N, 135° 11′ 37″ O                               |      |
| 62  | Somon-Wasserfall                                  | 双門の滝 Somon-no-taki                                         | Fallhöhe: 70 m | Präfektur Nara, Tenkawa              |                                                             |      |
| 63  | Fudōnanae-Wasserfall                              | 不動七重滝 Fudōnanae-no-taki                                   | Fallhöhe: 100 m | Präfektur Nara, Shimokitayama        | 34° 5′ 47″ N, 135° 57′ 15″ O                                |      |
| 64  | Sasa-Wasserfall                                   | 笹の滝 Sasa-no-taki                                            | Fallhöhe: 30 m | Präfektur Nara, Totsukawa            | 34° 3′ 41″ N, 135° 51′ 29″ O                                |      |
| 65  | Naka-Wasserfall                                   | 中の滝 Naka-no-taki                                            | Fallhöhe: 250 m | Präfektur Nara, Kamikitayama         |                                                             |      |
| 66  | Nachi-Wasserfall                                  | 那智滝 Nachi-no-taki                                           | Fallhöhe: 133 m Breite:13 m | Präfektur Wakayama, Nachikatsuura    | 33° 40′ 31″ N, 135° 53′ 15″ O                               |      |
| 67  | Kuwanoki-Wasserfall                               | 桑ノ木の滝 Kuwanoki-no-taki                                    | Fallhöhe: 21 m | Präfektur Wakayama, Shingū           | 33° 43′ 20″ N, 135° 56′ 10″ O                               |      |
| 68  | Haso-Wasserfall                                   | 八草の滝 Haso-no-taki                                          | Fallhöhe: 22 m | Präfektur Wakayama, Shirahama        | 33° 38′ 33″ N, 135° 28′ 47″ O                               |      |
| 69  | Daisen-Wasserfall                                 | 大山滝 Daisen-taki                                             | Fallhöhe: 42 m 2 Fallstufen | Präfektur Tottori, Tōhaku            | 35° 22′ 28″ N, 133° 35′ 42″ O                               |      |
| 70  | Ame-Wasserfall                                    | 雨滝 Amedaki                                                   | Fallhöhe: 40 m | Präfektur Tottori, Tottori           | 35° 28′ 42″ N, 134° 24′ 15″ O                               |      |
| 71  | Dankyō-Wasserfälle                                | 壇鏡の滝 Dankyō-no-taki                                        | Fallhöhe: 45 m Fallhöhe männlicher Wasserfall: 45 m, weiblicher: 35 m | Präfektur Shimane, Okinoshima        | 36° 14′ 26″ N, 133° 14′ 10″ O                               |      |
| 72  | Ryūzuyae-Wasserfall                               | 龍頭八重滝 Ryūzuyae-daki                                       | Fallhöhe: 40 m | Präfektur Shimane, Unnan             | 35° 11′ 43″ N, 132° 47′ 4″ O                                |      |
| 73  | Kanba-Wasserfall                                  | 神庭の滝 Kanba-no-taki                                         | Fallhöhe: 110 m Breite:20 m | Präfektur Okayama, Maniwa            | 35° 7′ 7″ N, 133° 40′ 44″ O                                 |      |
| 74  | Jōsei-Wasserfall                                  | 常清滝 Jōsei-daki                                              | Fallhöhe: 126 m | Präfektur Hiroshima, Miyoshi         | 34° 51′ 48″ N, 132° 43′ 34″ O                               |      |
| 75  | Jakuchikyō Goryū-Wasserfall                       | 寂地峡五竜の滝 Jakuchikyō-Goryū-no-taki                        | Fallhöhe: 14 m | Präfektur Yamaguchi, Iwakuni         | 34° 25′ 51″ N, 132° 3′ 20″ O                                |      |
| 76  | Ōgama-Wasserfall                                  | 大釜の滝 Ōgama-no-taki                                         | Fallhöhe: 20 m | Präfektur Tokushima, Naka            | 33° 52′ 56″ N, 134° 16′ 56″ O                               |      |
| 77  | Todoroki-Kujūku-Wasserfälle                       | 轟九十九滝 Todoroki kujūku-taki                                | Fallhöhe: 58 m | Präfektur Tokushima, Kaiyō           | 33° 41′ 52″ N, 134° 15′ 15″ O                               |      |
| 78  | Amagoi-Wasserfall                                 | 雨乞の滝 Amagoi-no-taki                                        | Fallhöhe: 45 m 3 Fallstufen | Präfektur Tokushima, Kamiyama        | 33° 57′ 3″ N, 134° 20′ 7″ O                                 |      |
| 79  | Yukiwa-Wasserfall                                 | 雪輪の滝 Yukiwa-no-taki                                        | Fallhöhe: 80 m Länge: 300 m Breite: 20 m | Präfektur Ehime, Uwajima             | 33° 12′ 1″ N, 132° 38′ 52″ O                                |      |
| 80  | Goraikō-Wasserfall                                | 御来光の滝 Goraikō-no-taki                                     | Fallhöhe: 102 m Breite: 34 m | Präfektur Ehime, Kumakōgen           | 33° 45′ 38″ N, 133° 6′ 42″ O                                |      |
| 81  | Ryūō-Wasserfall                                   | 龍王の滝 Ryūō-no-taki                                          | Fallhöhe: 20 m | Präfektur Kōchi, Ōtoyo               | 33° 46′ 6″ N, 133° 45′ 40″ O                                |      |
| 82  | Todoro-Wasserfall                                 | 轟の滝 Todoro-no-taki                                          | Fallhöhe: 83 m 3 Fallstufen | Präfektur Kōchi, Kami                | 33° 42′ 43″ N, 133° 50′ 3″ O                                |      |
| 83  | Ōtaru-Wasserfall                                  | 大樽の滝 Ōtaru-no-taki                                         | Fallhöhe: 34 m | Präfektur Kōchi, Ochi                | 33° 31′ 2″ N, 133° 14′ 39″ O                                |      |
| 84  | Kannon-Wasserfall                                 | 観音の滝 Kannon-no-taki                                        | Fallhöhe: 45 m Breite:10 m | Präfektur Saga, Karatsu              | 33° 26′ 6″ N, 130° 7′ 48″ O                                 |      |
| 85  | Mikaeri-Wasserfall                                | 見帰りの滝 Mikaeri-no-taki                                     | Fallhöhe: 100 m | Präfektur Saga, Karatsu              | 33° 22′ 2″ N, 130° 2′ 20″ O                                 |      |
| 86  | Yonjūsanman-Wasserfall                            | 四十三万滝 Yonjūsanman-taki                                    | Fallhöhe: – | Präfektur Kumamoto, Kikuchi          | 33° 0′ 18″ N, 130° 56′ 27″ O                                |      |
| 87  | Sendantodoro-Wasserfall                           | 栴壇轟の滝 Sendantodoro-no-taki                                | Fallhöhe: 70 m | Präfektur Kumamoto, Yatsushiro       | 32° 31′ 17″ N, 130° 53′ 20″ O                               |      |
| 88  | Sugaruga-Wasserfall                               | 数鹿流ヶ滝 Sukaruga-taki                                       | Fallhöhe: 60 m | Präfektur Kumamoto, Minamiaso        | 32° 53′ 17″ N, 130° 59′ 20″ O                               |      |
| 89  | Kaname-Wasserfälle                                | 鹿目の滝 Kaname-no-taki                                        | Fallhöhe: 36 m Ensemble von 3 Wasserfällen | Präfektur Kumamoto, Hitoyoshi        | 32° 11′ 39″ N, 130° 41′ 41″ O                               |      |
| 90  | Higashishiiya-Wasserfall                          | 東椎屋の滝 Higashishiiya-no-taki                               | Fallhöhe: 85 m | Präfektur Ōita, Usa                  | 33° 21′ 34″ N, 131° 23′ 3″ O                                |      |
| 91  | Harajiri-Wasserfall                               | 原尻の滝 Harajiri-no-taki                                      | Fallhöhe: 20 m Breite:120 m | Präfektur Ōita, Bungo-ōno            | 32° 57′ 50″ N, 131° 27′ 4″ O                                |      |
| 92  | Shindō-Wasserfälle                                | 震動の滝 Shindō-no-taki                                        | Fallhöhe: 98 m + 83 m größter Wasserfall auf Kyūshū | Präfektur Ōita, Kokonoe              | 33° 10′ 9″ N, 131° 13′ 32″ O                                |      |
| 93  | Nishishiiya-Wasserfall                            | 西椎屋の滝 Nishishiiya-no-taki                                 | Fallhöhe: 83 m | Präfektur Ōita, Kusu                 | 33° 21′ 18″ N, 131° 15′ 2″ O                                |      |
| 94  | Sekinoo-Wasserfall                                | 関之尾滝 Sekinoo-no-taki                                       | Fallhöhe: 18 m Breite: 40 m | Präfektur Miyazaki, Miyakonojō       | 31° 45′ 40″ N, 130° 59′ 14″ O                               |      |
| 95  | Yatogi-Wasserfall                                 | 矢研の滝 Yatogi-no-taki                                        | Fallhöhe: 73 m | Präfektur Miyazaki, Tsuno            | 32° 17′ 35″ N, 131° 28′ 14″ O                               |      |
| 96  | Mukabaki-Wasserfall                               | むかばきの滝 Mukabaki-no-taki                                  | Fallhöhe: 77 m Breite: 30 m | Präfektur Miyazaki, Nobeoka          | 32° 37′ 31″ N, 131° 34′ 52″ O                               |      |
| 97  | Manai-Wasserfall                                  | 真名井の滝 Manai-no-taki                                       | Fallhöhe: 17 m "V"-förmige Lavaschlucht | Präfektur Miyazaki, Takachiho        | 32° 42′ 3″ N, 131° 18′ 2″ O                                 |      |
| 98  | Ryūmon-Wasserfall                                 | 龍門滝 Ryūmon-daki                                             | Fallhöhe: 46 m Breite: 43 m | Präfektur Kagoshima, Aira            | 31° 45′ 9″ N, 130° 40′ 7″ O                                 |      |
| 99  | Ōko-Wasserfall                                    | 大川の滝 Ōko-no-taki                                           | Fallhöhe: 88 m | Präfektur Kagoshima, Yakushima       | 30° 18′ 0″ N, 130° 24′ 51″ O                                |      |
| 100 | Mariyudu-Wasserfall                               | マリユドゥの滝 Mariyudu-no-taki                                | Fallhöhe: 20 m Breite: 16 m, 3 Fallstufen | Präfektur Okinawa, Taketomi          | 24° 23′ 45″ N, 123° 49′ 29″ O                               |      |